# Miguel Barnet
Miguel Ángel Barnet Lanza (* 28. Januar 1940 in Havanna) ist ein kubanischer Schriftsteller, Ethnologe und Vorsitzender der Schriftstellervereinigung UNEAC.

## Leben
Miguel Barnet studierte Sozialwissenschaften an der Universität Havanna.
Er nahm Unterricht in Ethnologie und Folklore und unterrichtete selbst Folklore für Kunst- und Kulturmoderatoren. Barnet forschte am Institut für Ethnologie der Kubanischen Akademie der Wissenschaften (Academia de Ciencias de Cuba) und war Schüler von Fernando Ortiz Fernández, dem großen Lehrmeister der kubanischen Anthropologie.
Barnet hat immer wieder Interviews als Mittel eingesetzt, um historische Abläufe in der Dialektik zwischen Wirklichkeit und Widerspiegelung deutlich zu machen. In dem „Lied der Rachel“ etwa werden die 20er Jahre Kubas anhand der Erinnerungen einer alten Sängerin und Prostituierten lebendig. In dem Roman „Gallego“ findet der Leser die Geschichte der Galicier, die in großer Zahl nach Kuba emigrierten und mit ihren bäuerlichen Eigenheiten (nicht zuletzt ihren Essgewohnheiten) Spuren in der Tradition Kubas hinterlassen haben.

### „Der Cimarrón“
Weltruhm erlangte Miguel Barnet durch die Veröffentlichung des Buches „Der Cimarrón“ (Biografía de un cimarrón) 1966. Cimarrón ist auf Kuba eine Bezeichnung für entlaufene Sklaven. Während der Arbeit an einem ethnologisch-historischen Projekt stieß Barnet 1963 durch eine Zeitungsnotiz auf einen 104 Jahre alten Schwarzen, der während der spanischen Kolonialzeit auf Kuba Sklave war, dann floh und sich lange Zeit in den Wäldern Kubas versteckt hielt. Esteban Montejo, so der Name des früheren Sklaven, verfügte über eine erstaunliche Vitalität und Erinnerungskraft und hatte in der Unabhängigkeitsbewegung gegen Spanien als Mambí gekämpft. Barnet gelang es, die umfangreichen Tonbandaufzeichnungen zu einem eindrucksvollen Menschenbild zu komprimieren, bei dem der Interviewer im Hintergrund bleibt und der Interviewte mit seinem Denken, Fühlen und Handeln den Leser gefangen nimmt.
Auch wenn Esteban Montejo sich sicherlich nicht an alle geschichtlichen Daten exakt erinnert, so wird doch das Wesentliche deutlich: die Lebensweisheit eines durch das Leben „Gebildeten“. Darüber hinaus ist die Lebensgeschichte Montejos eine ungewöhnliche Quelle für Historiker, die sich für die Geschichte „der Menschen ohne Geschichte“ interessieren: der Umstand, dass entlaufene Sklaven jeglichen Kontakt zu anderen Menschen meiden mussten, führte dazu, dass sie immer eine Art Legende blieben. Man wusste, dass es sie gab, aber nicht, wer sie waren und wie sie lebten. So bleibt der Cimarrón Esteban Montejo der einzige Zeuge für den Wahrheitsgehalt eines Mythos.
Ausgehend von diesem Buch, schufen Hans Magnus Enzensberger (Libretto) und Hans Werner Henze (Musik) das Rezital El Cimarrón (für Bariton und drei Instrumentalisten).

## Politisches Engagement
Im April 2003 gehörte Barnet zu einer Gruppe prominenter kubanischer Kulturschaffender, die einen in der Zeitung der Kommunistischen Partei Kubas, Granma, veröffentlichten Offenen Brief unterzeichneten, der an Freunde Kubas in aller Welt gerichtet war und internationale Kritik an der Menschenrechtspolitik der kubanischen Regierung als „antikubanische Verleumdungskampagne“ zurückwies: In den Wochen zuvor hatte Staatspräsident Fidel Castro in einer als „Schwarzer Frühling“ bekannt gewordenen Verhaftungswelle 75 kritische Journalisten und Bürgerrechtler in Schnellverfahren zu hohen Haftstrafen verurteilen und drei junge schwarze Kubaner nach dem unblutig gescheiterten Versuch einer Schiffsentführung ebenfalls nach Schnellverfahren hinrichten lassen.
Miguel Barnet ist einer von nur zwei Kubanern, denen das Bundesverdienstkreuz verliehen wurde. Diese Auszeichnung empfing Barnet 2004 für sein langjähriges Engagement für einen deutsch-kubanischen Kulturaustausch.

## Werke (Auswahl)
- Afrokubanische Kulte. Die Regla de Ocha und die Regla de Palo Monte („Cultos afrocubanos“). Suhrkamp, Frankfurt/M. 2000, ISBN 3-518-12143-X.
- Alle träumten von Cuba. Die Lebensgeschichte eines galicischen Auswanderers („Gallego“). Suhrkamp, Frankfurt/M. 1988, ISBN 3-518-38077-X.
- Der Cimarrón. Die Lebensgeschichte eines entlaufenen Negersklaven aus Cuba („Biografia de un cimarrón“). Suhrkamp, Frankfurt/M. 1999, ISBN 3-518-39540-8.
- Das Handwerk des Engels („Oficio de ángel“). Amman-Verlag, Zürich 1993, ISBN 3-250-10201-6.
- Ein Kubaner in New York. Roman („La vida real“). Suhrkamp, Frankfurt/M. 1990, ISBN 3-518-40229-3.
- Lied der Rachel („La canción de Rachel“). Suhrkamp, Frankfurt/M. 1983, ISBN 3-518-37466-4.
- Die stummen Hunde. Fabeln („Akeké y la Jutía“). Edition diá, Wuppertal 1986, ISBN 3-905482-09-6.